# Тібу
36°0′51″ пн. ш. 133°2′23″ сх. д. / 36.01417° пн. ш. 133.03972° сх. д.
Тібу (яп. 知夫村) — село в Японії, в префектурі Шімане.